# Galinhas (Guiné-Bissau)

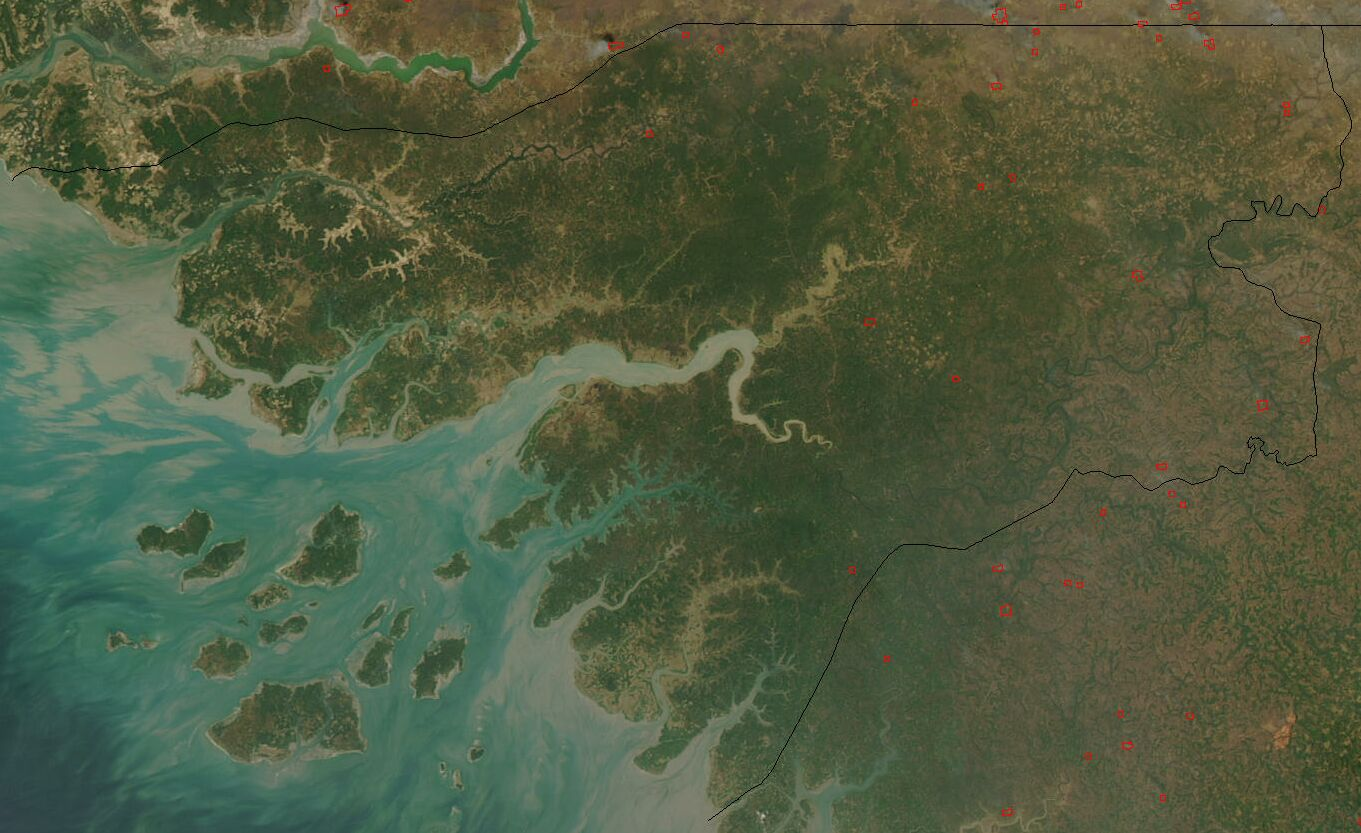
Arquipélago dos Bijagós, frente à foz do rio Geba, na Guiné-Bissau, visto de satélite.

Galinhas é uma ilha pertencente ao Arquipélago dos Bijagós, Guiné-Bissau, com cinquenta km² de área e uma população estimada de 1 500 habitantes. Está situada a sudoeste da Ilha de Bolama, da qual está separada pelo canal de Bolama, com 4,5 km de largura, e a leste das ilhas Formosa, Sogá, Rubane e Canhabaque, da qual separa-se pelo canal das Galinhas; situa-se cerca de 60 km a sudoeste de Bissau, a capital da Guiné-Bissau.
Os principais povoados da ilha são Ambancana, Ametite, Acampamento, Ancano e Anchorupe.

## História
Durante o período colonial funcionou na ilha uma prisão, designada por "Colónia Penal e Agrícola da Ilha das Galinhas", entretanto abandonada. Entre os presos políticos, defensores da independência, ali encarcerados estão José Carlos Schwarz, intelectual e referência musical guineense.